# Leichtathletik-Länderkampf der Männer 1933 England – Deutschland
| 1. Leichtathletik-Länderkampf mit deutscher Beteiligung 1933 | 1. Leichtathletik-Länderkampf mit deutscher Beteiligung 1933 |
| ------------------------------------------------------------ | ------------------------------------------------------------ |
|                                                              |                                                              |
| Ländervergleich der Männer: England – Deutschland            |                                                              |
| Austragungsort                                               | London                                                       |
| Wettbewerbe                                                  | 13                                                           |
| Datum                                                        | 19. August 1933                                              |
| 1. GER 2. ENG                                                | 76 Punkte 59 Punkte                                          |
| Chronik                                                      |                                                              |
| ← letzter LK 1932: 00FRA-GER (M)                             | SUI-GER (M) →                                                |

Der erste Vergleich des Leichtathletik-Länderkampfjahrs 1933 war eine Premiere. Am 19. August traf das deutsche Team auf England. Gegen Großbritannien hatten die Männer bereits zwei Vergleiche ausgetragen, nicht jedoch gegen den Landesteil England. Das Frauenteam dagegen hatte bereits drei Länderkämpfe gegen England durchgeführt. Austragungsort der Veranstaltung 1933 war die britische Hauptstadt London. Im insgesamt 27. Länderkampf einer deutschen Mannschaft setzte sich Deutschland mit 76 zu 59 Punkten durch.

## Modus
Die Regeln waren dieselben wie im letzten Aufeinandertreffen mit Frankreich und entsprachen damit dem Wertungssystem, das später bei Länderkämpfen zum Standard wurde Jede Mannschaft trat in den Einzelwettbewerben mit je zwei Teilnehmern an. Die Sieger erhielten jeweils fünf Punkte, die Zweitplatzierten jeweils drei und die Drittplatzierten je zwei Punkte. Die Athleten auf dem jeweils vierten Rang kamen noch mit je einem Punkt in die Wertung. In den beiden Staffeln brachte Platz eins drei Punkte und Platz zwei einen Punkt.

## Wettbewerbe
Die Laufwettbewerbe wurden auf Distanzen mit anglo-amerikanischem Maßsystem ausgetragen. Die Streckenlängen entsprachen in etwa den ansonsten nach metrischem System üblichen Disziplinen. Mit der olympischen Staffel (400 m – 200 m – 200 m – 800 m) gab es nur einen Staffelwettbewerb. In den technischen Disziplinen stand der sonst bei Ländervergleichen übliche Speerwurf nicht auf dem Programm. So fanden anstelle der bei den meisten Länderkämpfen üblichen fünfzehn Wettbewerbe nur dreizehn statt.

## Legende
Kurze Übersicht zur Bedeutung der Symbolik – so üblicherweise auch in sonstigen Veröffentlichungen verwendet:
| k. A. | keine Angabe |

## Resultate

### 100 yds
| Platz | Athlet            | Land | Zeit (s) |
| ----- | ----------------- | ---- | -------- |
| 1     | Erich Borchmeyer  | GER  | 10,0     |
| 2     | George Saunders   | ENG  | k. A.    |
| 3     | Davis             | ENG  | k. A.    |
| 4     | Friedrich Hendrix | GER  | k. A.    |

### 220 yds
| Platz | Athlet           | Land | Zeit (s) |
| ----- | ---------------- | ---- | -------- |
| 1     | Erich Borchmeyer | GER  | 22,1     |
| 2     | Fred Reid        | ENG  | k. A.    |
| 3     | Egon Schein      | GER  | k. A.    |
| 4     | Davis            | ENG  | k. A.    |

### 440 yds
| Platz | Athlet         | Land | Zeit (s) |
| ----- | -------------- | ---- | -------- |
| 1     | Adolf Metzner  | GER  | 49,4     |
| 2     | Freddie Wolff  | ENG  | k. A.    |
| 3     | Harry Voigt    | GER  | k. A.    |
| 4     | Denis Rathbone | ENG  | k. A.    |

### 880 yds
| Platz | Athlet             | Land | Zeit (min) |
| ----- | ------------------ | ---- | ---------- |
| 1     | Clifford Whitehead | ENG  | 1:55,0     |
| 2     | Tom Scrimshaw      | ENG  | 1:55,0     |
| 3     | Hans König         | GER  | k. A.      |
| 4     | Alwin Paul         | GER  | k. A.      |

### 1 Meile
| Platz | Athlet                     | Land | Zeit (min) |
| ----- | -------------------------- | ---- | ---------- |
| 1     | Reg Thomas                 | ENG  | 4:17,8     |
| 2     | Tom Ridell                 | ENG  | k. A.      |
| 3     | Friedrich-Wilhelm Kaufmann | GER  | k. A.      |
| 4     | Willi Würker               | GER  | k. A.      |

### 3 Meilen
| Platz | Athlet       | Land | Zeit (min)                              |
| ----- | ------------ | ---- | --------------------------------------- |
| 1     | Max Syring   | GER  | 14:43,8                                 |
| 2     | Tom Evenson  | ENG  | k. A.                                   |
| 3     | Mabey        | ENG  | k. A.                                   |
| 4     | Max Gebhardt | GER  | wg. Schneidens auf den 4. Platz gesetzt |

### 110 m Hürden
| Platz | Athlet          | Land | Zeit (s) |
| ----- | --------------- | ---- | -------- |
| 1     | Don Finlay      | ENG  | 14,9     |
| 2     | Erwin Wegner    | GER  | k. A.    |
| 3     | Fritz Nottbrock | GER  | k. A.    |
| 4     | Roland Harper   | ENG  | k. A.    |

### Olympische Staffel (400 m – 200 m – 200 m – 800 m)
| Platz | Besetzung       | Land                                                    | Zeit (s)   |
| ----- | --------------- | ------------------------------------------------------- | ---------- |
| 1     | England         | Barnes Stanley Engelhart Fred Reid Jack Powell          | 3:32,4     |
| 2     | Deutsches Reich | Fritz Nottbrock Egon Schein Fritz Hendrix Ewald Mertens | 5 m zurück |

### Hochsprung
| Platz | Athlet            | Land | Höhe (m) |
| ----- | ----------------- | ---- | -------- |
| 1     | Gustav Weinkötz   | GER  | 1,85     |
| 2     | Hans Martens      | GER  | 1,85     |
| 3     | Stanley West      | ENG  | 1,85     |
| 4     | Edward Bradbrooke | ENG  | 1,85     |

### Stabhochsprung
| Platz | Athlet           | Land | Höhe (m) |
| ----- | ---------------- | ---- | -------- |
| 1     | Gustav Wegner    | GER  | 3,73     |
| 2     | Frank Phillipson | ENG  | 3,65     |
| 3     | Siegfried Schulz | GER  | 3,58     |
| 4     | Richard Webster  | ENG  | 3,54     |

### Weitsprung
| Platz | Athlet          | Land | Weite (m) |
| ----- | --------------- | ---- | --------- |
| 1     | Wilhelm Leichum | GER  | 7,320     |
| 2     | Luz Long        | GER  | 7,295     |
| 3     | Sandy Duncan    | ENG  | 6,580     |
| 4     | George Pallett  | ENG  | 6,570     |

### Kugelstoßen
| Platz | Athlet                | Land | Weite (m) |
| ----- | --------------------- | ---- | --------- |
| 1     | Emil Hirschfeld       | GER  | 15,16     |
| 2     | Hans-Heinrich Sievert | GER  | 14,68     |
| 3     | Herbert Reeves        | ENG  | 13,92     |
| 4     | Robert Howland        | ENG  | 13,66     |

### Diskuswurf
| Platz | Athlet                | Land | Weite (m) |
| ----- | --------------------- | ---- | --------- |
| 1     | Hans-Heinrich Sievert | GER  | 43,35     |
| 2     | Emil Hirschfeld       | GER  | 43,12     |
| 3     | Robert Pridie         | ENG  | 38,97     |
| 4     | Douglas Bell          | ENG  | 23,12     |